# Cerro Las Canoas
El Cerro Las Canoas (8°54′24″N 70°44′32″O / 8.9066295624, -70.74220276) es una formación de montaña ubicado al sur de Timotes y al este del poblado de Chachopo en el extremo oeste del páramo la Culata de la Sierra Nevada de Mérida, Venezuela. A una altitud de 3.752 m s. n. m. el Cerro Las Canoas es una de las montaña más alta en Venezuela.

## Historia
El valle donde se ubica el Alto de Timotes fue ocupado por los indígenas timotes y cuicas. Para el momento de la llegada de los europeos, esta región de alta montaña fue ocupada por pueblos con alto desarrollo agrícola que hablaban lenguas de la familia timoto-cuica. Estos pueblos producían maíz, papas y algodón en terrazas agrícolas sobre las laderas de las montañas del páramo andino.

## Ubicación
El Cerro Las Canoas se encuentra en el municipio Justo Briceño, en el corazón del Parque nacional Sierra de La Culata. Al oeste pasa la carretera trasandina a nivel del poblado de Cachopo y al este la carretera Apartaderos-Barinitas a nivel de Pueblo Llano.